# 5 cm Flak 41
5 cm Flak 41 (нім. 5 cm Flugabwehrkanone 41 — «зенітна гармата 41») — німецька 50-мм зенітна гармата періоду Другої світової Її створили для захисту від літаків на висотах вище за стелю легких (37 мм), але нижче стелі важких (75 мм і більше) гармат. Гармата була визнана незадовільною й була випущена малою партією.
Розробка гармати велася повільно: вона розпочалася у 1936, але контракт компанія Rheinmetall-Borsig отримала лише в 1940. Гармату випускали у двох варіантах, один був змонтований на двовісному причепі, інший був стаціонарним і використовувався для захисту важливих промислових об'єктів. Жоден варіант не був успішним і мав однакові недоліки. Швидкість горизонтального наведення була низькою при наведенні на швидкісні цілі й гармата була визнана неефективною. Відносно важкий снаряд (лише вага гільзи становила 2,2 кг) був громіздким та важким при спорядженні у 5-зарядні обойми.
Гармата була автоматичною з газовідвідним механізмом і блокувальним падаючим затвором, який мав напрямні опори на блоці, які збігалися з напрямними на оболонці. Механізм живлення керувався відбоєм затвора. Буфер був встановлений центрально у люльці, муж двома пружинами накатника.
Починаючи з 1941 всього було вироблено 60 екземплярів гармати 5 cm Flak 41. Деякі з них залишалися на службі до 1945.
Пізніші німецькі спроби створити середню зенітну гармату сфокусувалися на 55-мм Gerät 58 та 50-мм гарматі Pak 38 (Gerät 241).